# Bodziszek drobny
Bodziszek drobny (Geranium pusillum L.) – gatunek rośliny należący do rodziny bodziszkowatych.

## Zasięg występowania
Gatunek pochodzenia irano-turańskiego. Jako gatunek zawleczony rozprzestrzenił się w Australii, Ameryce Południowej i Północnej. Obecnie występuje także w Afryce (w Sudanie) i na wielu wyspach (m.in. Nowa Zelandia, Grenlandia, Haiti, wyspy japońskie). W Polsce jest pospolity na całym niżu i w niższych położeniach górskich. Stanowisko we florze Polski: archeofit.

## Morfologia
ŁodygaPrzeważnie wzniesiona, czasami rozesłana, owłosiona, o wysokości 15–30 (45) cm. Jest krótko, ukośnie odstająco owłosiona.
LiścieDolne liście naprzeciwległe, górne pozornie skrętoległe. Dolne liście długoogonkowe, górne krótkoogonkowe lub siedzące. Blaszki liściowe o okrągławonerkowatym zarysie, 5-9 dłoniastodzielne, wcięte przeważnie do 3/4 długości blaszki.
KwiatyPojedyncze na długich szypułkach. Pączki zwisające. Podczas kwitnienia szypułki wyprostowują się, po przekwitnięciu znów zwisają. Kwiaty mają średnicę 2–4 mm, kielich złożony z 5 jajowatych, 3-nerwowych i owłosionych działek. Płatki korony różowe lub fioletowe, o tej samej długości co działki lub nieco krótsze. Mają odwrotnie sercowaty kształt i krótki, orzęsiony paznokieć. Wewnątrz korony 10 pręcików w dwóch okółkach; 5 wewnętrznych jest płodnych, zewnętrzne są bezpłodne. Słupek z długą szyjką i 5 znamionami.
OwocRozłupnia rozpadająca się na 5 niepomarszczonych i owłosionych rozłupek, zawierających po 4 nasiona. Jedna roślina wytwarza około 200–400 nasion.

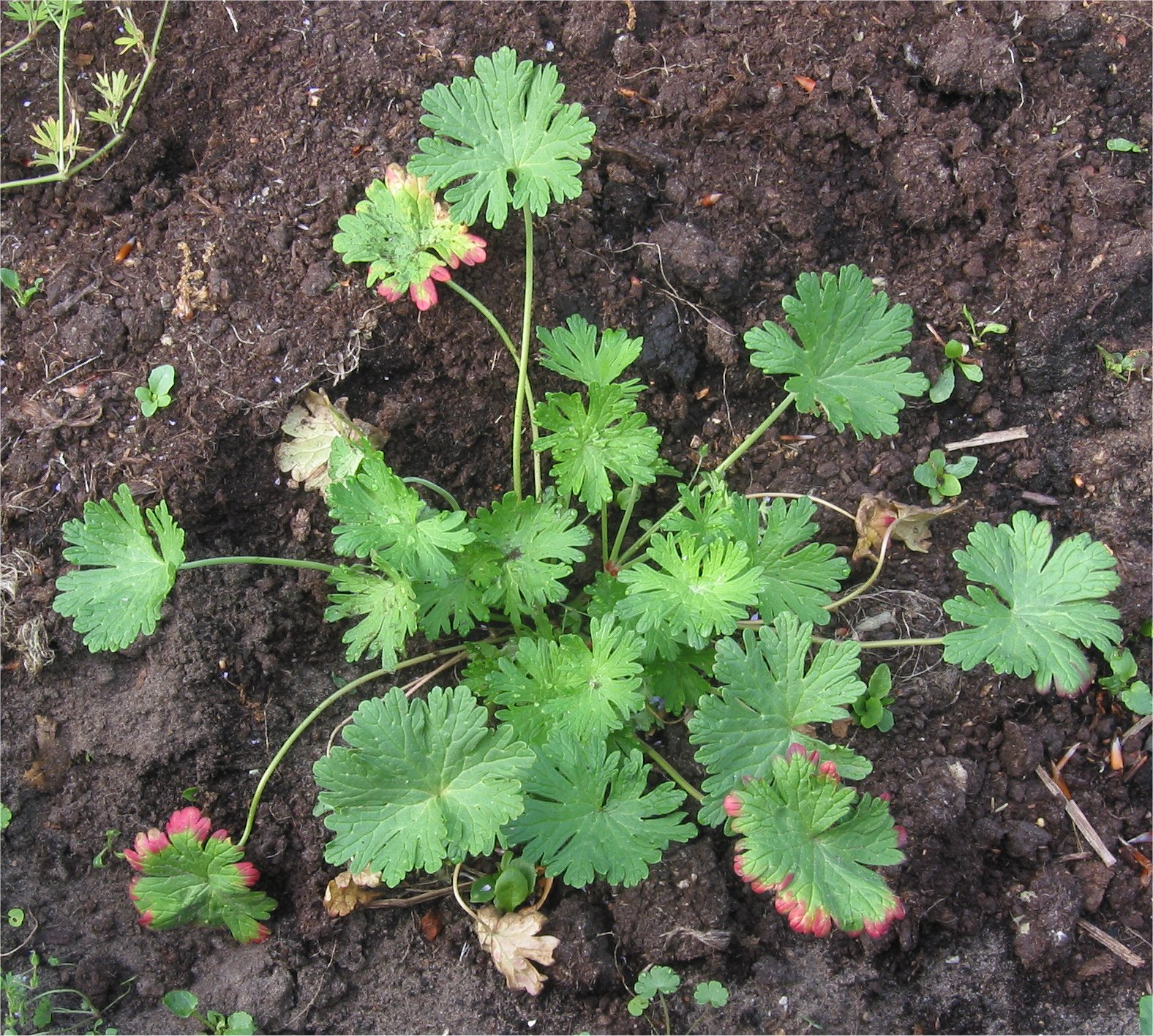
Pokrój
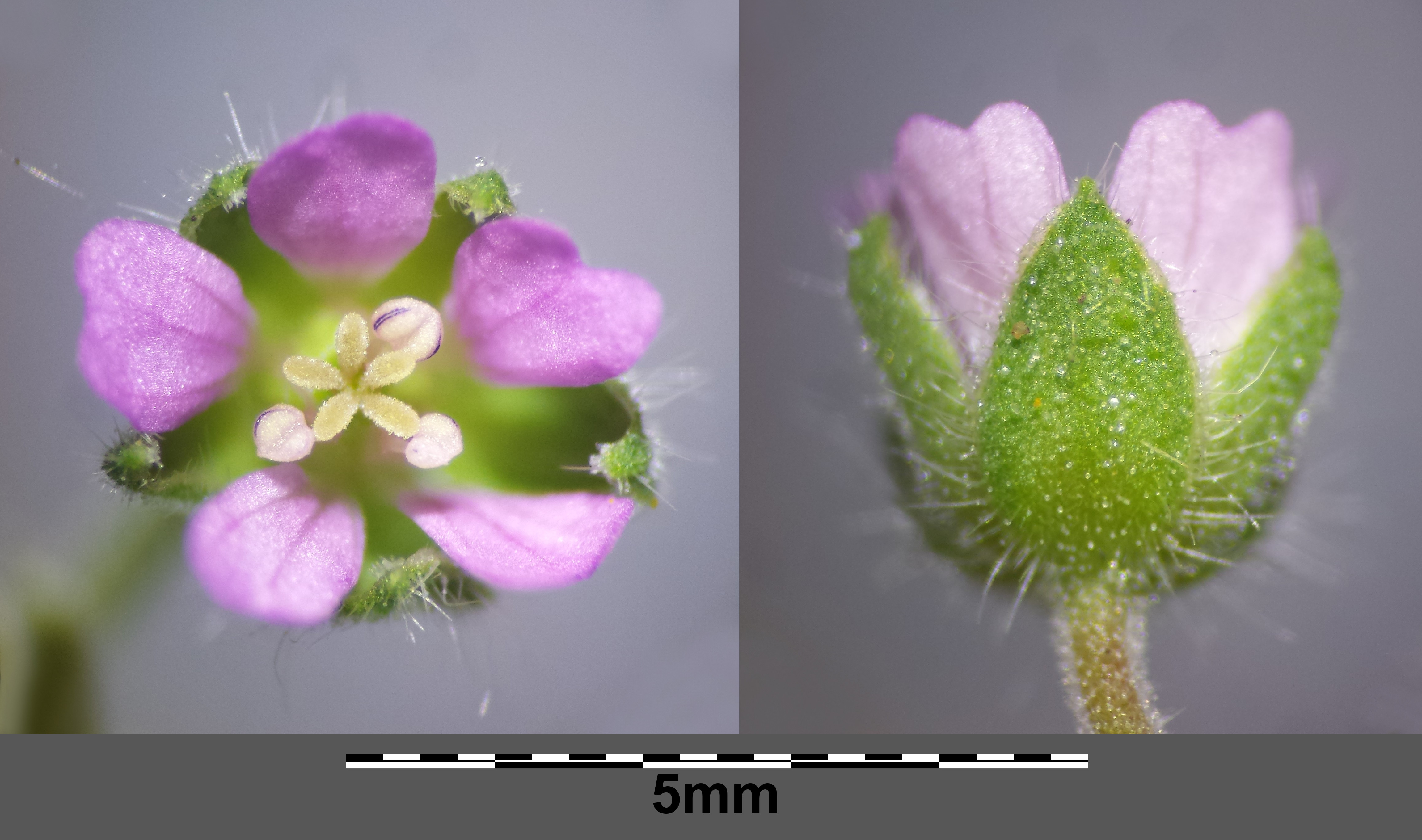
Kwiaty
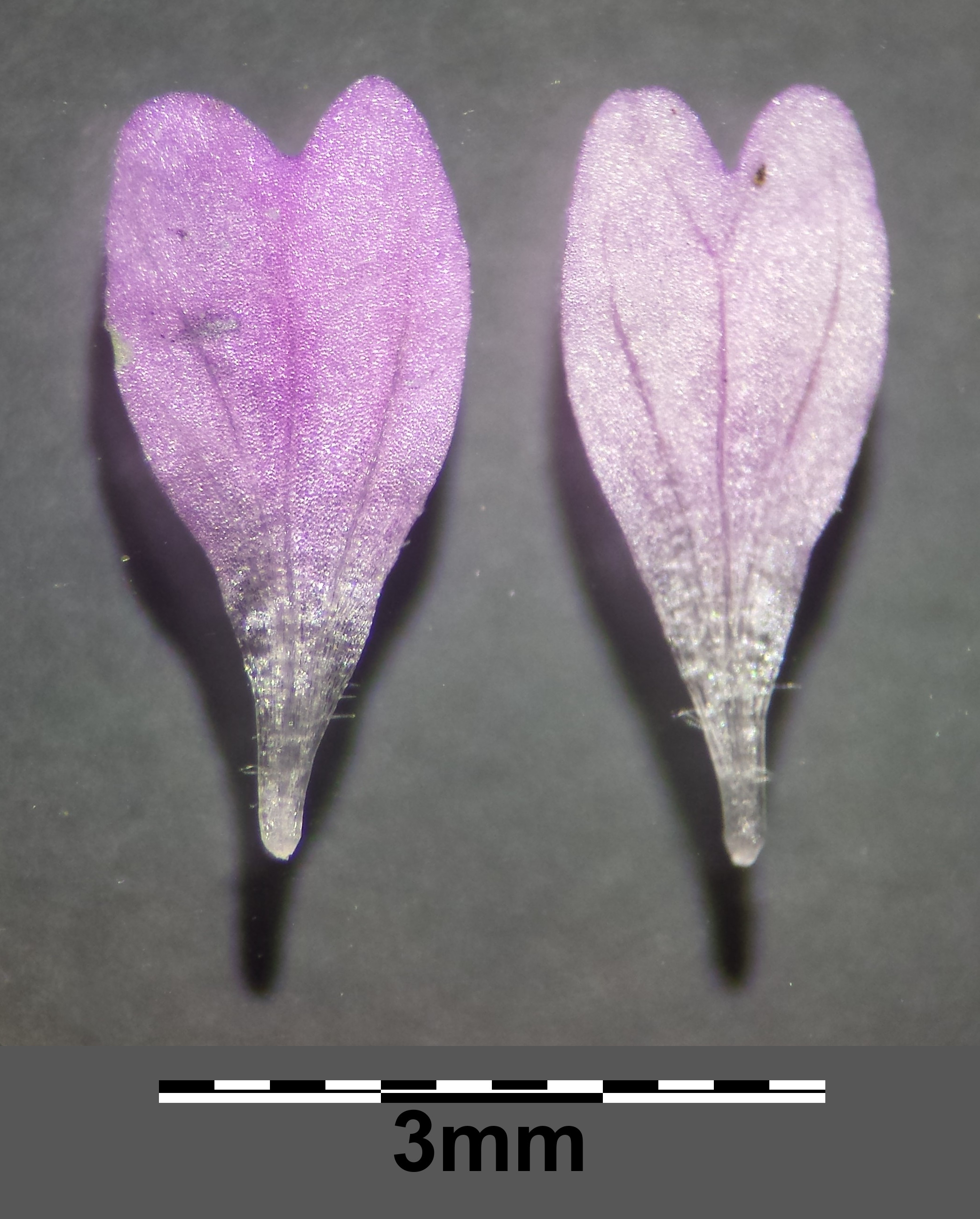
Płatki korony
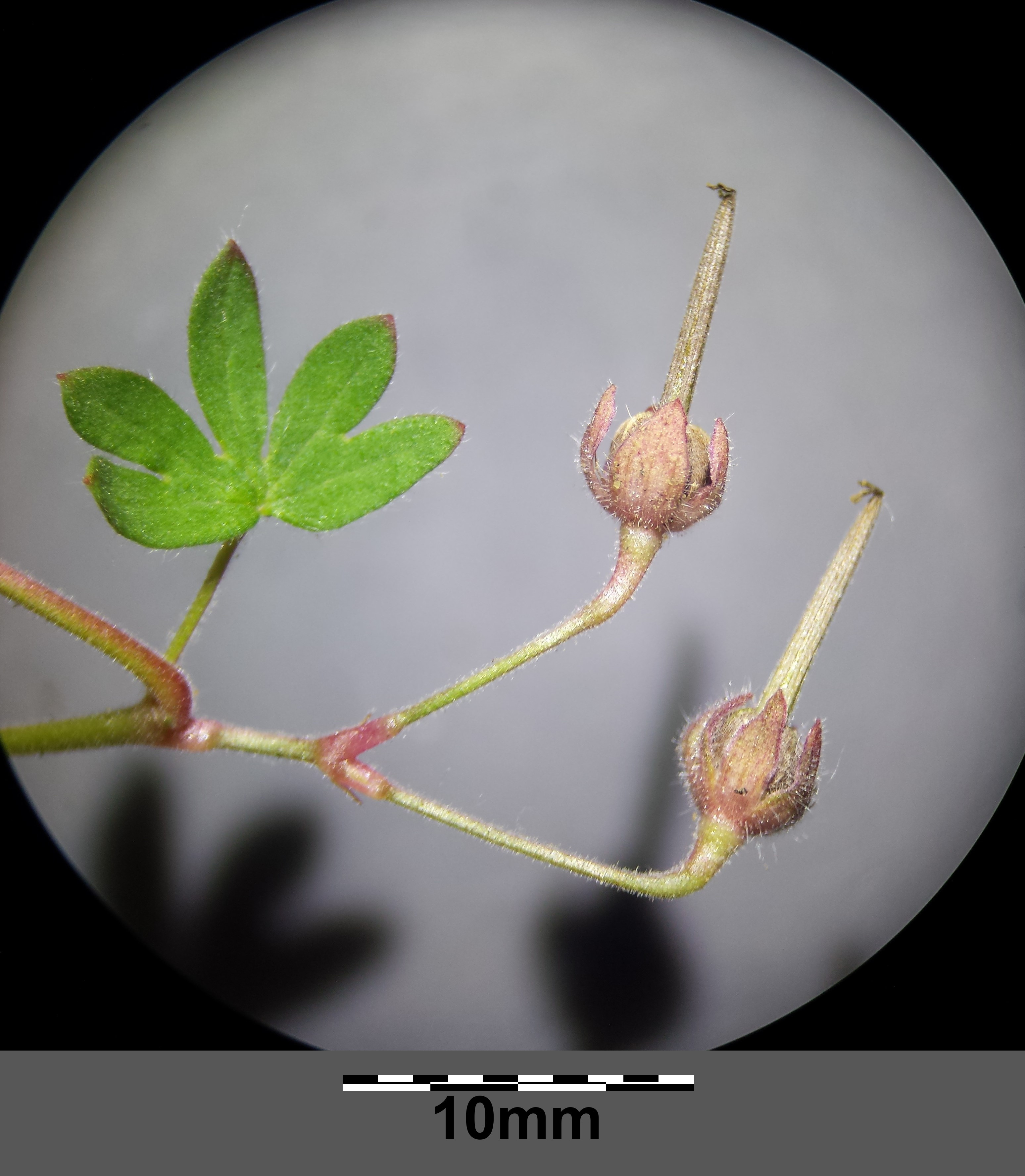
Liść i owoce
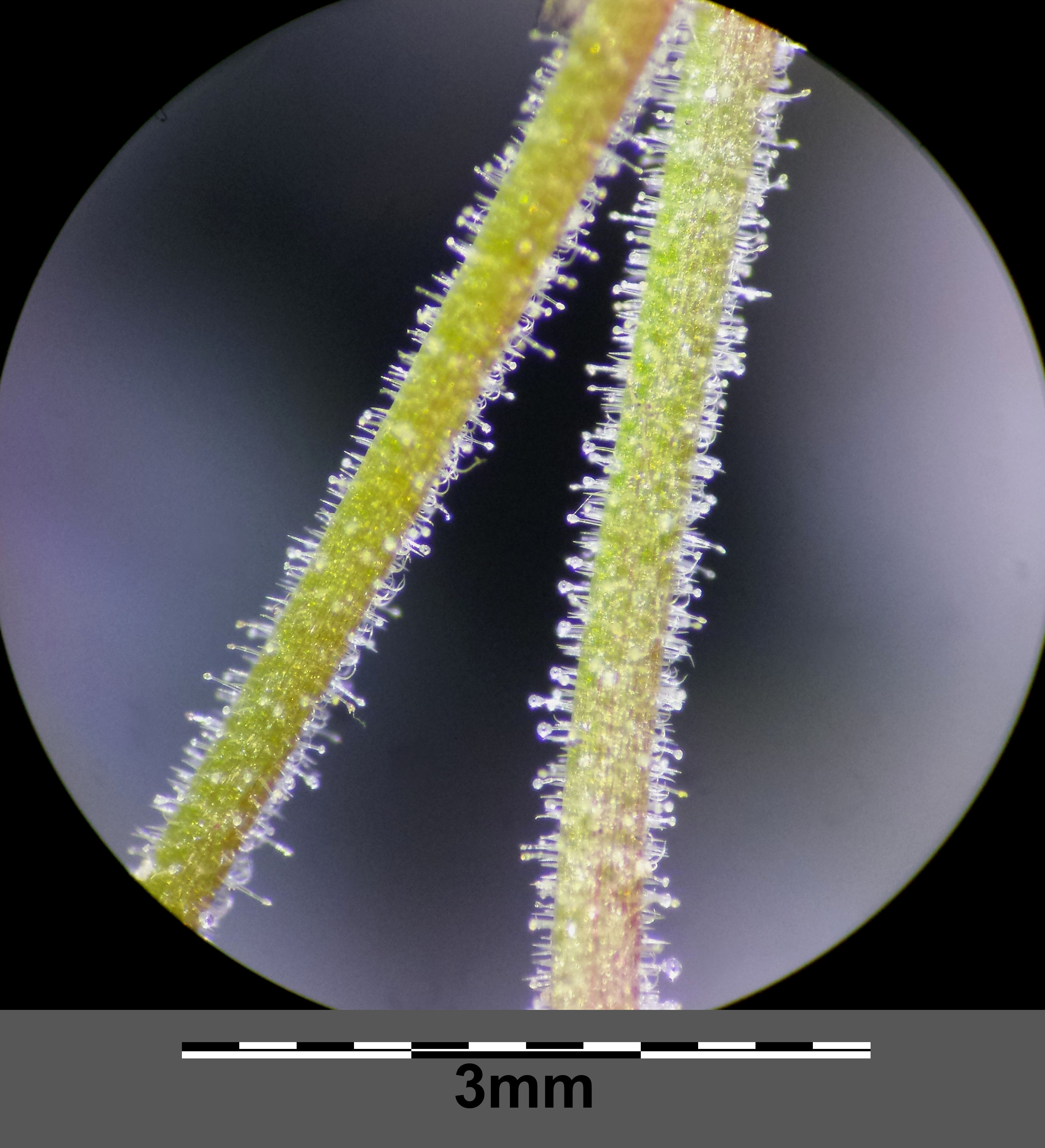
Łodyga

## Biologia i ekologia
RozwójRoślina jednoroczna. Kwitnie od maja do października. Kwiaty przedsłupne, zapylane przez błonkówki lub samopylne. Nasiona rozsiewają się przez tzw. ballochorię. Pękająca rozłupnia wyrzuca nasiona na odległość do kilku metrów. Nasiona posiadają wystającą ość, która pod wpływem wilgoci wkręca się w glebę zwiększając jego szansę na skuteczne wykiełkowanie.
SiedliskoNa rodzimym obszarze swojego występowania rośnie w suchych murawach, wśród skał, oraz w zaroślach. W Polsce rośnie głównie na siedliskach ruderalnych i segetalnych: odłogi, nieużytki, przydroża, wysypiska. W ogrodach i na polach jest (chwast)em, głównie w uprawach roślin zbożowych, okopowych i pastewnych. Szczególnie dobrze rozwija się na glebach z dużą ilością wapnia i azotu. W klasyfikacji zbiorowisk roślinnych gatunek charakterystyczny dla rzędu (O.) Polygono-Chenopodietalia.
GenetykaLiczba chromosomów 2n = 26.
Korelacje międzygatunkowePasożytują na nim niektóre gatunki grzybów: Podosphaera fugax wywołujący mączniaka prawdziwego, Uromyces gaeranii wywołujący rdzę, Ramularia geranii i Coleroa circinans powodujące plamistość liści, grzybopopodobny lęgniowiec Peronospora conglomerata wywołujący mączniaka rzekomego oraz żeruje chrząszcz Limobius borealis.

## Szkodliwość i zwalczanie
Zazwyczaj jest to mało uciążliwy chwast, staje się problemem dopiero wtedy, gdy pojawi się na polu czy w ogrodzie w dużych ilościach. Szybko rosnąc pobiera z gleby duże ilości soli mineralnych i wody, osłabiając rośliny uprawne. Jego dość długie, rozgałęzione i owłosione łodygi utrudniają zbiór plonu. Szczególnie szkodliwy jest w nasiennych plantacjach koniczyny i lucerny, powoduje bowiem zanieszczenie zbioru własnymi nasionami.
Ogranicza się jego liczebność w uprawach przez stosowanie zwykłych, standardowych zabiegów agrotechnicznych. Szczególnie ważne jest niszczące jego siewki wiosenne bronowanie gleby. Bardzo ważną rolę odgrywa unikanie przenawożenia, zwłaszcza azotem, oraz utrzymywanie odpowiedniego pH gleby. Przy stosowaniu do nawożenia kompostu lub obornika należy pilnować, by były one dobrze przefermentowane. W przydomowych ogrodach bardzo skuteczne w zwalczaniu bodziszka drobnokwiatowego (i wielu innych chwastów) jest ściółkowanie gleby. Przy uprawie na większych polach, jeśli bodziszek pojawił się w dużej ilości, należy go zwalczać chemicznie. Jest wrażliwy na większość znajdujących się w herbicydach substancji czynnych. Zarejestrowano liczne preparaty przeznaczone do jego zwalczania. Poza bodziszkiem zwalczają on także inne chwasty. Preparaty te zawsze należy stosować zgodnie z zaleceniami zawartymi na etykiecie preparatu i w odpowiedniej fazie rozwojowej, zarówno rośliny użytkowej, jak i chwastu.